# Veermansplaat
De Veermansplaat is een onbewoond eiland in het Grevelingenmeer, tussen de haven van Bommenede en de Slikken van Flakkee. Het eiland is 3,7 km² groot (370 hectare). Veermansplaat is een langgerekt eiland, met een breedte van circa 1 km en een lengte van circa 4 km.
Na de afsluiting van de zeearm in 1971 is de Veermansplaat veranderd van een zandplaat tot het meest begroeide eiland in de Grevelingen. Er komen veel duindoornstruiken en wilgen voor. Langs de randen liggen schelpenbanken en slikachtig terrein. Voor de watersport is er een aanlegsteiger. De Veermansplaat wordt begraasd met Shetlandpony's en met koeien.
In tegenstelling tot de Hompelvoet behoort de Veermansplaat tot Zeeland.